# Guy Delavau
Guy-Louis-Jean-Baptiste Delavau (1er juillet 1787, Sucé-sur-Erdre - 9 mars 1874, château de Meslay), est un magistrat et haut fonctionnaire français.

## Biographie
Fils d'Alexandre de Lavau, conseiller du Roi, président en la Chambre des comptes de Bretagne, et de Charlotte Lejeune de La Talvasserie, il fait son droit à Paris et s'installe comme avocat à Angers.
Affilié aux Chevaliers de la Foi et à la Congrégation depuis 1807, Delavau entre dans la magistrature, devient conseiller à la cour royale de Paris le 18 septembre 1815. En 1820, il devient membre de la Chambre des vacations en 1820.
Il avait épousé en 1817 la fille de Charles-Marie d'Irumberry de Salaberry.  
Le 20 décembre 1821, il est nommé préfet de police de Paris, poste qu'il assure jusqu'au 5 janvier 1828. Parallèlement, il est conseiller d'État en service extraordinaire de 1823 à 1828, année de son passage en service ordinaire.
Légitimiste, il est rayé du Conseil d'État par une ordonnance de Louis-Philippe Ier du 20 août 1830.

## Pour approfondir